# Рейд в Индийский океан
Рейд в Индийский океан или Операция C — рейд 1-го авианосного соединения японского флота под командованием вице-адмирала Тюити Нагумо в Индийский океан в период 31 марта — 10 апреля 1942 года. В ходе рейда соединение атаковало порты на Цейлоне, уничтожив практически без потерь часть Восточного флота Великобритании.

## Бенгальский залив
Уничтожив силы ABDA в ходе сражения в Яванском море, японские корабли направились в Индийский океан, чтобы разгромить Британский Восточный флот. Под командованием адмирала Нагумо было шесть авианосцев: «Акаги», «Рюдзё», «Хирю», «Сорю», «Сёкаку» и «Дзуйкаку». Эти силы покинули залив Старинг-баай на острове Сулавеси 26 марта 1942 года. Командующий британским Восточным флотом вице-адмирал Джеймс Сомервилл получил предупреждение от службы радиоперехвата и перебазировал свой флот на атолл Адду — самый южный атолл Мальдивских островов, ожидая, что японцы нанесут удар 1 или 2 апреля.
Первый японский рейд был совершён авианосцем «Рюдзё» в сопровождении шести крейсеров; этим соединением командовал адмирал Одзава. Японцы потопили в Бенгальском заливе 23 судна; ещё 5 судов были потоплены у берегов Индии подводными лодками. Эти действия надолго остановили переходы транспортов без сопровождения.
Так как японцы не атаковали Цейлон в предполагавшиеся Сомервиллом сроки, то англичане направили на ремонт в Тринкомали тихоходный авианосец «Гермес» в сопровождении тяжёлых крейсеров «Корнуолл» и «Дорсетшир» и австралийского эсминца «Вампир». Однако вечером 4 апреля патрульный самолёт обнаружил японский флот в 400 милях к югу от Цейлона.

## Цейлон
5 апреля 1942 года 125 японских самолётов нанесли удар по порту Коломбо, потопив в гавани вспомогательный крейсер «Гектор» и старый миноносец «Тенедос», и уничтожив 27 британских самолётов. ПВО заявила о 18 сбитых японских самолётах, но японские источники подтверждают потерю лишь трёх. После этого японские самолёты обнаружили в 200 милях к югу от Цейлона возвращавшиеся «Корнуолл» и «Дорсетшир», которые затем были потоплены ударами с воздуха.
Утром 9 апреля японские самолёты атаковали порт Тринкомали. Получив предупреждение о возможности атаки, авианосец «Гермес» ночью покинул гавань в сопровождении эсминца «Вампир» и корвета «Холлихок», но соединение было обнаружено японскими самолётами и уничтожено ударами с воздуха.